# Sparta Warriors
Die Sparta Warriors (offiziell IHK Sparta Sarpsborg) sind eine Eishockeymannschaft aus dem norwegischen Sarpsborg, die seit 1997 in der GET-ligaen spielt. Ihre Heimspiele werden im Sparta Amfi ausgetragen. Die Vereinsfarben sind blau und weiß.

## Geschichte
Die Eishockey-Abteilung der IL Sparta Sarpsborg wurde 1958 gegründet. Mit der 1962 neugebauten Sparta Amfi Arena konnte der Club den bis dato größten Erfolg feiern, da die Mannschaft in diesem Jahr in die 1. divisjon aufstieg. Der Erfolg war aber nur von kurzer Dauer, da der Verein sich nach dem kurzen Intermezzo in den späten 1960ern und frühen 1970ern in der 2. divisjon wiederfand.
In den 1980er Jahren schaffte Sparta es, sich in der höchsten Eishockeyliga zu etablieren und unter Trainer Lasse Bäckman gewann der Club 1984 die erste Meisterschaft. Im Jahr 1989 gewann das Team zum zweiten Mal die Meisterschaft.
1995 erlebte der Verein nach jahrelangen finanziellen Problemen seine schwärzeste Stunde und meldete Insolvenz an. Als Folge daraus stieg der Verein in die 3. Division ab. Aber dieser Rückschlag hielt die Warriors nicht auf und drei Jahre später meldete sich die Mannschaft im Oberhaus des norwegischen Eishockeys zurück und seit 1997 spielt das Team dort auch ununterbrochen.
In den Jahren 1984, 1989 und 2011 gewannen die Sparta Warriors die norwegische Meisterschaft.
Im März 2017 trafen die Sparta Warriors in Hamar auf die Storhamar Dragons. Das Spiel endete erst in der achten Verlängerung mit einem 2:1-Sieg der Dragons. Mit 217 Minuten und 14 Sekunden war es das längste Spiel in der Eishockey-Geschichte.

## Bekannte ehemalige Spieler
- Per-Åge Skrøder
- Matthew Yeats
- Jonas Holøs
- Martin Røymark
- Per Christian Knold